# Fred Cohen
Frederick B.Cohen (sinh năm 1957) là nhà khoa học người Mỹ chuyên nghiên cứu về máy tính. Khi còn là sinh viên của Đại học Nam California năm 1983, Cohen đã sử dụng từ virus trong luận án tiến sĩ của mình để chỉ các phần mềm sẵn sàng phá hoại các tín hiệu được sắp đặt từ trước. Cohen trở thành người đầu tiên sử dụng thuật ngữ này. 